# Wilhelm Smidt
Wilhelm Georg Smidt (* 27. März 1885 in Hannover; † 5. Januar 1968 in Wiesbaden) war ein Historiker und Archivdirektor.

## Leben
Smidt studierte in Freiburg im Breisgau, Bonn und Berlin. Er promovierte 1909 in Berlin zum Dr. phil. Danach ging er nach Rom an das Preußische Historische Institut.
1913 begann er seine Laufbahn als Archivar im Staatsarchiv Hannover. 1914 wechselte er an das Staatsarchiv Marburg, nahm am Ersten Weltkrieg teil und wurde zum 1. Januar 1919 an das damalige preußische Staatsarchiv Wetzlar versetzt, wo er mit dessen Auflösung und der Verteilung der Bestände des ehemaligen Reichskammergerichts auf die preußischen Provinzen beauftragt war. Bis Dezember 1924 blieb Smidt in Wetzlar. Anschließend begab er sich auf eine mehrmonatige Forschungsreise, ehe er 1925 an das Staatsarchiv Hannover zurückkehrte. 1934 wurde er als Archivdirektor an das Staatsarchiv Osnabrück versetzt.
Am 1. Januar 1939 übernahm er die Leitung des Hessischen Hauptstaatsarchivs in Wiesbaden, die er bis zu seiner Pensionierung 1947 innehatte. Hier fungierte er bis 1948 als Vorsitzender der Historischen Kommission für Nassau, initiierte die Herausgabe der Nassauischen Lebensbilder und gehörte darüber hinaus dem Verein für Nassauische Altertumskunde und Geschichtsforschung an, den er 1939–1941 kommissarisch leitete.

## Schriften (Auswahl)
- Das Chronicon Beneventani monasterii S. Sophiae. Eine quellenkritische Untersuchung. Dissertation. Berlin 1910.
- Ein altes Handschriftenfragment der 'Viri illustres' Isidors von Sevilla. In: Neues Archiv der Gesellschaft für ältere deutsche Geschichtskunde Bd. 44 (1922) S. 125–135.
- Über den Verfasser der drei letzten Redaktionen der Chronik Leos von Monte Cassino. In: Festschrift Paul Kehr. München 1926, S. 263–286.
- Guido von Monte Cassino und die Fortsetzung der Chronik Leos durch Petrus Diaconus. In: Festschrift Albert Brackmann. Weimar 1931, S. 293–323.
- Annales Casinenses ex annalibus Montis Casini antiquis et continuatis excerpti. In: 	Monumenta Germaniae Historica. Scriptores. Bd. 30, 2, S. 1385–1429.